# Le Prince de Cochinchine
 (avril 2018).
Si vous disposez d'ouvrages ou d'articles de référence ou si vous connaissez des sites web de qualité traitant du thème abordé ici, merci de compléter l'article en donnant les références utiles à sa vérifiabilité et en les liant à la section « Notes et références ».
Le Prince de Cochinchine est un roman policier historique de Jean-François Parot publié en 2017. C'est la 14e et dernière enquête du commissaire Nicolas Le Floch.

## Résumé
Nicolas Le Floch, de retour sur ses terres de Ranreuil pour la naissance de son petit-fils, est la cible d'une tentative de meurtre. Il est rappelé peu après à Paris dans des circonstances mystérieuses. 
Là, il retrouve son ami de jeunesse Pigneau de Behaine, désormais évêque d'Adran, protecteur du prince héritier de Cochinchine et chef de la délégation du roi d'Annam auprès du roi de France. De nombreuses personnes semblent prêtes à tout pour faire échouer les tractations entre les deux royaumes, notamment des agents hollandais, anglais et des opposants annamites.
Nicolas se retrouve bientôt suspecté du meurtre de celui qui l'a escorté de Bretagne à Paris. Il est enfermé à la Bastille, puis enlevé et torturé, mais ses lieutenants le tirent d'affaire, et son ancien supérieur, désormais chef occulte du renseignement, Sartine, l'innocente. Il reprend l'enquête aidé de son ami l'inspecteur Bourdeau, et met en lumière un assassinat double : un empoisonnement suivi d'une exécution au pistolet.
Nicolas Le Floch découvre finalement que la victime est un traitre, que l'auteur du coup de pistolet est un agent anglais, mais que l'empoisonnement est la conséquence de la jalousie provoqué par les nombreuses conquêtes féminines de la victime, parmi lesquelles Olympe de Gouges.